# Macdunnoughia
Genre
Le genre Macdunnoughia regroupe des lépidoptères (papillons) nocturnes de la famille des Noctuidae.
En Europe, il n'est représenté que par Macdunnoughia confusa (Stephens, 1850).

## Liste des sous-genres et espèces
Selon BioLib (22 janvier 2022) :
- Sous-genre Macdunnoughia Kostrowicki, 1961
  - Macdunnoughia confusa (Stephens, 1850)
  - Macdunnoughia crassisigna (Warren, 1913)
  - Macdunnoughia hybrida Ronkay, 1986
  - Macdunnoughia  kashmirensis R. Kumar & V. Kumar, 2013
- Sous-genre Puriplusia Chou & Lu, 1974
  - Macdunnoughia purissima (Butler, 1878)
  - Macdunnoughia tetragona (Walker, 1857)